# Phelsuma quadriocellata
O Phelsuma quadriocellata quadriocellata) é uma espécie de lagarto diurno nativo de Madagascar. Habita em tocas de árvores e casa, se alimenta principalmente de insetos e néctar.

## Descrição
Este é um dos menores lagarto do gênero Phelsuma. Pode ter de tamanho cerca de 12 centímetros. Seu corpo é verde escuro, com as costas coberta com pequenas pintas vermelhas e algumas marcas em forma de barras. Pequenas manchas azuladas podem ser localizada no pescoço. A característica principal desse animal é a presença de quatro pintas de cor turquesa, no dorso lateral. Possui um anel amarelo no olho. Seu ventre e parte inferior da cauda é bege.

## Distribuição e habitat
Habita predominantemente a costa leste de Madagascar, e é bastante comum na região do Parque nacional do Andasibe-Mantadia. Prefere climas quentes e de alta umidade. Habita em árvores como bananeiras, entre outras. É comum habitar próximo de construções e casas humanas.

## Comportamento e dieta
Alimenta-se de diversas espécies de insetos e alguns invertebrados, mas também se alimenta de frutas doces, pólen e néctar que lambe. Esta espécie é bastante ativa entre os meses de junho e agosto. Seus período de reprodução dá-se entre outubro e as primeiras semanas de maio. Durante esse período, as fêmeas botam dois ovos que choca durante um período de 3 a 5 semanas. Mais de 6 pares de ovos são depositado por ano. Numa temperatura constante de 28°C, os jovens lagartos eclodem após um período de 40 a 45 dias e medem cerca de 3 centímetros.

## Cuidados e manutenção em cativeiro
Esse animais podem ser criado em cativeiro em casal e em locais que possua um terrário com plantas. A temperatura deve estar entre 27°C e 30°C durante o dia, caindo para 20°C durante a noite. Durante o dia, a umidade relativa do ar deve estar entre 75 e 80%. É importante incluir dois refrigeradores por mês, mantendo a temperatura diurna de 24°C e 16°C a noite. Em cativeiro, estes animais podem se alimentar de larvas de mariposas em desenvolvimento, frutas, e ração a base de vermes como minhocas.